# Tiburzio Vergelli
Tiburzio Vergelli, né à Camerino en 1551 et mort à Recanati en 1609, est un sculpteur et fondeur italien, actif dans la province de Macerata dans la seconde moitié du XVIe siècle.

## Biographie
Né à Camerino, il est reconnu comme l’un des fondeurs de métaux les plus qualifiés de son époque. Formé dans l'atelier d'Antonio Calcagni à Recanati, il entame une étroite collaboration avec ce dernier dans les années 1580. Sa première œuvre notable est la statue de Sixte V pour son village natal, Camerino, après l'élection de ce dernier au poste de nouveau pape. La statue fut réalisée dans la période durant laquelle Calcagni préparait la sienne pour Loreto (1585-1587) suivant le même schéma de composition.
Cela a probablement provoqué la rupture entre les deux concurrents qui se sont disputé la réalisation de la porte de la basilique de Lorette ; la porte sud est confiée à Antonio Calcagni, celle du côté nord à Vergelli. Pour les fonts baptismaux, Vergelli a travaillé aux côtés de Sebastiano Sebastiani et Giovan Battista Vitali entre 1600 et 1608.
Il meurt en 1609 à Recanati.

## Travaux
- Monument à Sixte V (1587), Camerino[3]
- Porte monumentale à gauche (1598), basilique de la Santa Casa, Loreto
- Fonts baptismaux (1608), basilique de la Santa Casa, Loreto[3]